# Thomas Buxton (4e baronnet)
Pour les articles homonymes, voir Buxton.
Thomas Fowell Victor Buxton, 4e baronnet, (8 avril 1865 - 31 mai 1919) est un aristocrate et philanthrope britannique.

## Jeunesse
Victor Buxton, comme on l'appelait, est né le 8 avril 1865. Il est le fils de Victoria Noel Buxton et de Thomas Fowell Buxton de Woodredon Hall, Waltham Abbey, comté d'Essex. Son père est Gouverneur d'Australie-Méridionale entre 1895 et 1899. 
Arrière-petit-fils de Thomas Fowell Buxton, député et réformateur social, ses grands-parents paternels sont Catherine Gurney (fille de Samuel Gurney (1786-1856)) et Edward Buxton (2e baronnet), également député. Son grand-père maternel est Charles Noel (1er comte de Gainsborough) et Frances Jocelyn (fille de Robert Jocelyn (3e comte de Roden)). 
Il fréquente la Harrow School et est diplômé du Trinity College de Cambridge en 1887. 

## Carrière
Directeur de la brasserie familiale Truman, Hanbury, Buxton, il est un philanthrope soutenant plusieurs organisations de l'aile évangélique anglicane de l'Église d'Angleterre. Il sert en tant que major temporaire dans le 2e bataillon, Essex Volunteer Regiment, est juge de paix et, en 1905, le haut shérif d'Essex. 
À la mort de son père en 1915, il hérite du titre de baronnet. 

## Vie privée
Le 10 octobre 1888, il épouse Anne Louisa Matilda O'Rorke, fille du révérend Henry Thomas et Lucy Elizabeth O'Rorke, de Norfolk, Angleterre. Ensemble, ils ont sept enfants: 
- Thomas Buxton (5e baronnet) (en) (1889-1945), qui devient avocat et succède à son père comme 5e baronnet en 1919.
- Roden Henry Victor Buxton (1890–1990), qui sert dans la Royal Navy pendant les deux guerres mondiales, prend sa retraite avec le grade de capitaine et membre de l'Ordre de l'Empire britannique[4]
- Clarence Edward Victor Buxton (1892–1967) fréquente Eton, où il est un rameur primé, et le Trinity College de Cambridge. S'établissant au Kenya après la guerre, il est commissaire dans le district de Masai et en 1937 est devenu commissaire provincial par intérim. Il est détaché en Palestine en tant que commissaire de district par intérim en 1938, suivi de sa retraite des services coloniaux en mars 1940 [5]
- Lucy Victoria Buxton (1893-1978), qui épouse le diplomate Charles Henry Bentinck.
- Jocelyn Murray Victor Buxton (1896–1916) sert en tant que sous-lieutenant attaché à la Brigade des fusiliers britannique et est décédé le 1er juillet 1916, le premier jour de la bataille de la Somme.
- Maurice Victor Buxton (1898-1919), fréquente Eton où il est capitaine des bateaux et président de la pop, quitte le Trinity College de Cambridge pour être nommé lieutenant dans les Coldstream Guards pendant la Première Guerre mondiale. Il reçoit la Croix militaire pour bravoure remarquable lors de la bataille de Maubeuge en novembre 1918. Buxton est décédé d'une pneumonie le 8 août 1919, moins d'un mois après avoir ramé avec son frère Charles aux Jeux interalliés de Paris [6],[7].
- Rupert Erroll Victor Buxton (1900-1921), qui s'est noyé près d'Oxford à l'âge de 21 ans avec son ami proche Michael Llewelyn Davies[8].

Thomas est décédé le 31 mai 1919 à l'âge de 54 ans, des suites d'un accident avec sa nouvelle voiture. Lady Buxton est décédée le 12 janvier 1956. 